# Glossophaga morenoi
Glossophaga morenoi (Martínez & Villa-R., 1938) è un pipistrello della famiglia dei Fillostomidi endemico del Messico.

## Descrizione

### Dimensioni
Pipistrello di piccole dimensioni, con la lunghezza della testa e del corpo tra 52 e 58 mm, la lunghezza dell'avambraccio tra 32 e 36 mm, la lunghezza della coda tra 5 e 11 mm, la lunghezza del piede tra 10 e 11 mm, la lunghezza delle orecchie tra 13 e 15 mm e un peso fino a 9 g.

### Aspetto
Le parti dorsali sono marroni con la base dei peli grigio chiara, mentre le parti ventrali variano dal grigio chiaro al giallo-brunastro. Il muso è allungato, con una foglia nasale piccola, lanceolata e con la porzione anteriore fusa al labbro superiore, che è circa della stessa lunghezza di quello inferiore. Sul mento è presente un solco longitudinale contornato da cuscinetti carnosi con i bordi dentellati. Le orecchie sono piccole, triangolari e ben separate tra loro. Le ali sono attaccate posteriormente sulle caviglie. La coda è relativamente corta ed inclusa completamente nell'uropatagio. Il cariotipo è 2n=32 FNa=60.

## Biologia

### Comportamento
Si rifugia nelle grotte, cavità degli alberi, canali d'irrigazione, pozzi e pareti di edifici.

### Riproduzione
Femmine gravide sono state catturate a marzo. Femmine che allattavano sono state catturate maggio.

## Distribuzione e habitat
Questa specie è diffusa nel Messico sud-occidentale dallo stato di Michoacán al Chiapas.
Vive foreste miste aride di pini e querce, boscaglie spinose fino a 1.500 metri di altitudine.

## Tassonomia
Sono state riconosciute 3 sottospecie:
- G.m.morenoi: stato messicano di Oaxaca occidentale;
- G.m.brevirostris (Webster & Jones, 1984): stati messicani di Michoacán, Puebla, Guerrero e Morelos;
- G.m.mexicana (Webster & Jones, 1980): stati messicani di Oaxaca orientale, Chiapas.

## Conservazione
La IUCN Red List, considerato il vasto areale e la popolazione abbondante all'interno delle aree protette dove è presente, classifica G.morenoi come specie a rischio minimo (Least Concern)).